# Ellen Van Cutsem
Ellen Van Cutsem (Kester, 1996) is een Vlaamse jeugdactrice.
Van Cutsem zat op school in Denderleeuw.
Ze debuteerde als Sofieke in de televisieserie Team Spirit uit 2000. Ze had in 2001 een rol in de voor de Academy Awards genomineerde kortfilm Fait d'hiver van Dirk Beliën. In 2004 had ze een rol in het introfilmpje van Biba Binoche voor Eurosong, met commentaarstem van Bart Peeters.
In 2005 volgden het tweede seizoen van Team Spirit en haar rol als Josefien, dochter van Urbanus, in de serie Urbain. Van Cutsem vertolkte de rol van het jonge meisje Julie Van Sevenant in de Eén-soapserie Thuis van 2006 tot 2007. Daarna had ze ook kleine rollen in de televisieseries F.C. De Kampioenen (in 2009) en Goesting van 2010.